# Une soirée avec Beverly Luff
Pour plus de détails, voir Fiche technique et Distribution.
Une soirée avec Beverly Luff (An Evening with Beverly Luff Linn) est une comédie britannico-américaine coécrite et réalisée de Jim Hosking, sortie en 2018.

## Synopsis
Mariée au gérant du restaurant qui l'emploie, la serveuse Lulu Danger, qui se sent délaissée, fuit sa réalité en emportant le contenu de la caisse de son frère adopté vegan Adjay, dérobé par son mari, pour se terrer dans un motel avec un certain Colin. Insatisfaite par son mariage avec son époux Shane, qui n'est d'autre qu'une crapule qui l'a virée de son job, Lulu est intriguée par un show événement se déroulant lors d'une seule nuit dans sa ville, "Soirée avec Beverly Luff Lin : une nuit magique". La vedette du spectacle n'est d'autre qu'un ex de Lulu qui a marqué sa vie amoureuse. Alors que Colin, amoureux de Lulu, semble être jaloux de Beverly, ce dernier renoue avec Lulu mais son étrange acolyte Rodney, fou amoureux de lui, n'est pas prêt d'accepter sa présence féminine...

## Fiche technique
- Titre original : An Evening with Beverly Luff Linn
- Titre français : Une soirée avec Beverly Luff
- Réalisation : Jim Hosking
- Scénario : Jim Hosking et David Wike
- Montage : Mark Burnett
- Musique : Andrew Hung
- Photographie : Nanu Segal
- Production : Sam Bisbee, Theodora Dunlap, Emily Leo, Oliver Roskill et Lucas Toh
- Sociétés de production : Park Pictures, Wigwam Films, Rook Films, Film4 Productions, British Film Institute et GPS Film Partners
- Sociétés de distribution : Universal Pictures et Picturehouse Entertainment
- Pays d'origine :  États-Unis,  Royaume-Uni
- Langue originale : anglais
- Format : couleur
- Genre : comédie
- Durée : 108 minutes
- Dates de sortie : 
  - États-Unis : 20 janvier 2018 (Festival du film de Sundance)
  - États-Unis : 19 octobre 2018 (sortie nationale)
  - France : 7 mai 2019 (DVD)

## Distribution
- Aubrey Plaza (VF : Gabrielle Jeru) : Lulu Danger
- Emile Hirsch (VF : Tony Marot) : Shane Danger

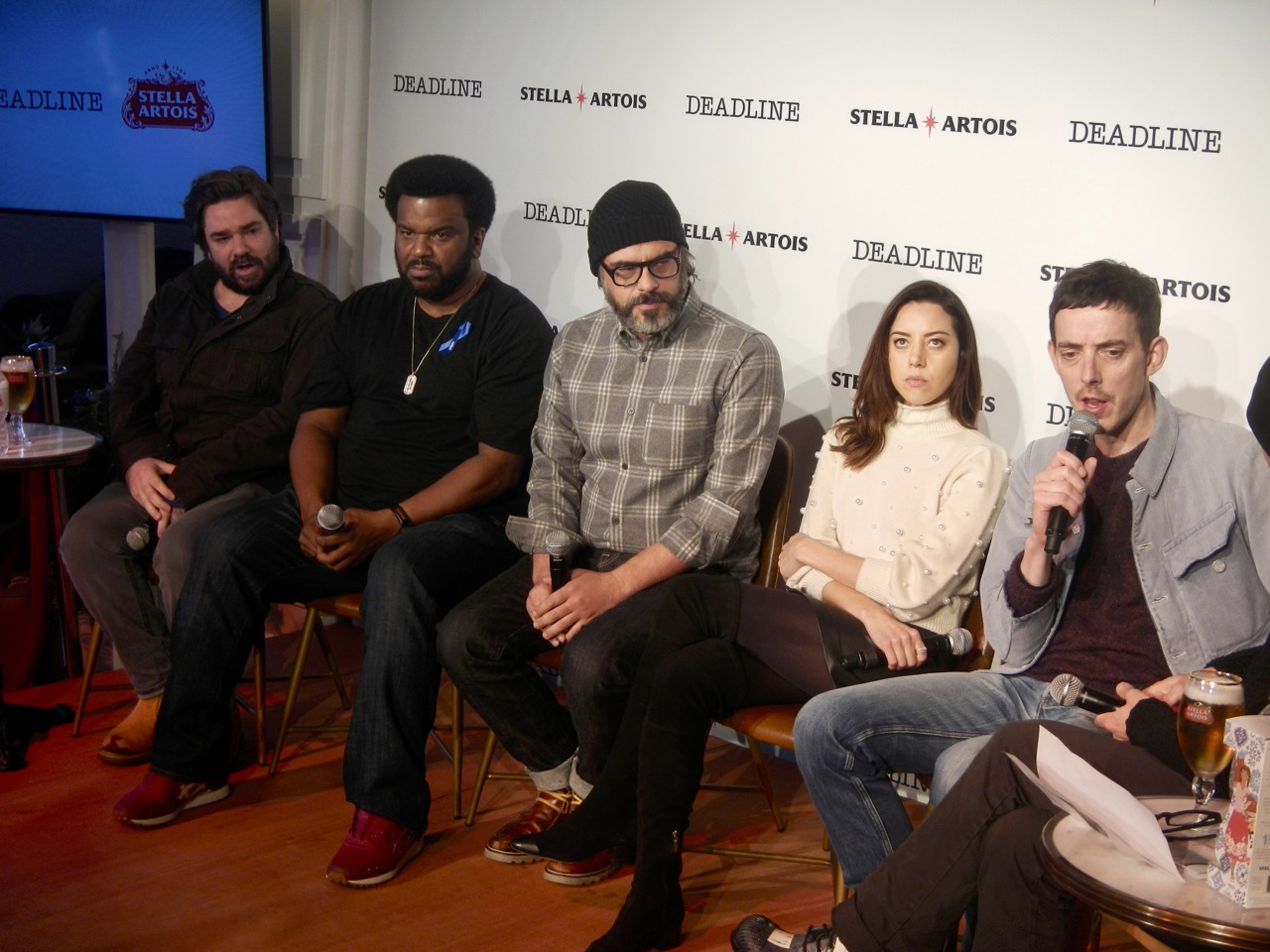
L'équipe du film au Festival de Sundance 2018.

- Jemaine Clement (VF : Fabrice Lelyon) : Colin Keith Threadener
- Matt Berry (VF : Frédéric Souterelle) : Rodney Von Donkensteiger
- Craig Robinson (VF : Rody Benghezala) : Beverly Luff Linn
- Zachary Cherry (VF : Franck Sportis) : Tyrone Paris
- Sky Elobar (VF : Jean-Marco Montalto) : Carl Ronk
- Jacob Wysocki (VF : Alan Aubert) : Lawrence Doggi
- Sam Dissanayake (VF : Franck Sportis) : Adjay Willis
- Maria Bamford (en) : la femme élégante
- John Kerry (VF : Gérard Rouzier) : Kennedy Gordon
- Russ Burd (VF : Christophe Seugnet) : Barry Ofeld
- Carl Solomon : DJ Valerie Grillz
- Bettina Devin (VF : Claudine Grémy) : Paulette
- Bruce J. Paz : le capitaine
- Michael D. Cohen : Mitch Stemp
- Gil Gex : Myra Paris
- Kirsten Krieg : Hilda
- Luis Molina : Edwin
- Michael St. Michaels : Rupert Rumbini